# Burley, Bradford
Burley är en civil parish i Bradford i Storbritannien. Den ligger i grevskapet West Yorkshire och riksdelen England, i den centrala delen av landet, 290 km norr om huvudstaden London. Det inkluderar Burley in Wharfedale, Burley Woodhead, Manor Park och Stead. Parish hade 7 338 invånare år 2011.